# Edouard Vermeulen
Edouard baron Vermeulen (Ieper, 4 maart 1957) is een Belgische modeontwerper die een eigen modehuis heeft: Natan.
Vermeulen volgde een opleiding interieurvormgeving aan Sint-Lucas in Brussel. Toch zou hij na drie jaar als binnenhuisarchitect gewerkt te hebben overstappen naar de modewereld. Aanleiding was het huwelijk van zijn broer, waarbij Vermeulen de feesttent aankleedde en eveneens enkele jurken ontwierp. In 1983 nam hij daarop het modehuis Natan over, dat al sinds 1930 bestond. Zijn eerste collectie stelde hij in 1984 voor. Hij breidde zijn collectie steeds uit en kon ook enkele winkels openen, onder meer ook in Duitsland en Nederland. In België heeft hij al winkels in Brussel, Gent, Antwerpen, Knokke en Roeselare.
Natan kleedt heel wat leden van koninklijke families, zoals koningin Paola, koningin Mathilde en koningin Máxima. De trouwjurken van Mathilde, prinses Laurentien en prinses Claire waren een ontwerp van zijn hand. Tijdens het tekenen van de abdicatie door koningin Beatrix, deel van de  Nederlandse troonswisseling op 30 april 2013, droeg Máxima een ontwerp van Vermeulen.
Natan werd in 2000 benoemd tot Belgisch hofleverancier. In maart 2003 werd Vermeulen officier in de Leopold II-Orde. In 2017 werd hij voorgedragen voor de persoonlijke titel van baron.